# Поющие в терновнике
«Пою́щие в терно́внике» (англ. The Thorn Birds, дословно «птицы терновника») — семейная сага австралийской писательницы Колин Маккалоу, опубликованная в 1977 году.
Роман стал бестселлером.

## Сюжет
Действие романа семейной хроники  охватывают период с 1915 по 1969 годы.
История начинается в Новой Зеландии 8 декабря 1915 года во время четвёртого дня рождения Мэгенн (Мэгги) Клири — единственной дочери среди детей Падрика (Пэдди), простого работяги ирландца, и Фионы (Фиа), женщины аристократического происхождения из влиятельной семьи, оставившей всё это ради своего мужа, с которым кажется несчастной. Мэгги — маленькая красивая девочка с огненно-золотистыми волосами. С ранних лет она вынуждена помогать матери по хозяйству и проявлять самостоятельность в семье, где было ещё пять старших братьев (Боб, Джек, Хьюги, Фрэнк и Стю). Больше всего она любит своего брата Фрэнка — упрямого молодого человека, который постоянно конфликтует с отцом и неохотно готовится к профессии кузнеца. Ростом он гораздо ниже, чем его младшие братья, но ничем не уступает им в силе. В отличие от других братьев Клири у Фрэнка тёмные волосы и карие глаза: считается, что он унаследовал их от пра-прабабушки из коренного народа маори.
У Падрика Пэдди есть влиятельная сестра Мэри Карсон, вдова, проживающая в Австралии в Новом Южном Уэльсе, богатая владелица обширного поместья Дрохеда. Она посылает брату письмо, в котором предлагает ему должность главного овчара на своей огромной овцеводческой ферме, и в 1921 году всё семейство переезжает в Австралию.
В Дрохеде семья знакомится с Ральфом де Брикассаром, молодым, образованным и амбициозным католическим священником. За дерзость епископу его отправляют в ссылку в городок Джилленбоун, расположенный недалеко от Дрохеды. Отец Ральф нашел в Мэри Карсон щедрую покровительницу своего прихода, он часто гостит в Дрохеде. Своевольная миссис Карсон тайно влюблена в красавца де Брикассара и, пользуясь своей значимостью, постоянно ведёт с ним что-то вроде поединка. Ральф, шутя отбивая уколы Мэри, не особо скрывает, что её щедрость может спасти его из заточения в глуши.
Но с приездом семейства Клири сложившийся расклад сил нарушается. Мэри, изначально пригласившая Пэдди с семьёй не только для того, чтобы они помогали ей по хозяйству, но и с целью повысить ставки в своей борьбе с Ральфом: доказать ,что ей есть кому оставить свои деньги помимо церкви. Однако Клири становятся для отца де Брикассара  не соперниками, а друзьями. Особенно привязывается он к маленькой Мэгги.
Отношения Фрэнка с отцом накаляются ещё сильнее, оба сражаются за внимание Фионы, и сына возмущает то, что мать была вынуждена терпеть многочисленные беременности. Фиона, которой уже около 40 лет, сначала скрывает очередную беременность, когда Фрэнк узнаёт об этом, он приходит в ярость. Фрэнк обвиняет отца в том, что он не может оставить мать в покое и идет на поводу своей похоти. Пэдди в порыве ссоры сообщает, что Фрэнк никогда не был его биологическим сыном и что пришёл он в семью, когда тот был совсем маленьким. Узнав, что он был причиной, по которой мать вышла замуж за отца, Фрэнк уходит из дома, чтобы стать боксёром, причем Мэгги умоляет брата забрать её с собой. Пэдди исповедуется Ральфу и рассказывает, что был работником в поместье семьи Фии, издалека видел красивую девушку, которая возилась с малышом, но даже и думать не мог о ней как о женщине. Однако отец Фионы неожиданно вызвал его и предложил жениться на дочери, которая покрыла семью позором, родив внебрачного ребенка. Фиа не выгнали из дому лишь потому, что бабушка любила внучку и заступалась за неё. Перед смертью бабушка потребовала от сына найти дочери хорошего мужа, который согласится жениться на девушке с  ребёнком за достойное приданое и увезти её подальше. Выбор пал на Патрика Клири, перед свадьбой он поклялся бабушке, что не будет обижать Фиа и постарается стать ей хорошим мужем. Поначалу Пэдди так робел перед своей женой, ощущая её превосходство и отстраненность, что целый год после свадьбы даже не пытался вступить в права мужа. Потом брак стал реальным, родились дети, но Фрэнк всегда был самым любимым ребёнком Фиа. Несмотря на попытки Пэдди полюбить Фрэнка между ними всегда была стена...
После ухода Фрэнка из дома Фиа рожает двух близнецов, Джеймса и Патрика (Джимс и Пэтси), но практически не проявляет к ним никакого интереса. Через какое-то время умирает от крупа младший брат Мэгги, Хэл.
Маленькая Мэгги  теперь постоянно проводит время с Ральфом, своим наставником и хорошим другом. По мере взросления Мэгги люди начинают обращать внимание на столь тесную связь между священником и юной девушкой...Сестра отца Мэри, движимая ревностью и жестокостью, придумывает план, как разлучить священника с Мэгги: она проницательнее других и видит, что ещё немного и Ральф может даже отказаться от сана ради Мэгги. План Мэри в том, что по старому завещанию большая часть ее имущества должна была достаться Пэдди, но в новом завещании Мэри делает римско-католическую церковь главным выгодоприобретателем, а Ральфа — душеприказчиком. В завещании раскрывается истинная величина богатства Мэри. Пэдди и Ральф ошибались, считая Дрохеду основным источником доход. Богатство Мэри Карсон происходило от обширной многонациональной финансовой империи стоимостью более 13 миллионов фунтов стерлингов. Благодаря размеру имущества, отписанного церкви, Ральфу была гарантирована быстрая карьера. Всё было подстроено так, что после смерти Мэри именно он в числе первых узнает об этом,  оказавшись перед выбором — уничтожить завещание с тем, чтобы Клири стали миллионерами, лишиться шанса на церковную карьеру, отказаться от сана  и остаться с Мэгги, или пойти на поводу у собственных амбиций. Этот порыв был бы естественным для Де Брикассара. Но коварная Мэри включила в завещание  щедрое финансовое содержание для Пэдди и его семьи, право пожизненного проживания в Дрохеде для нескольких поколений Клири - таким образом, Мэгги в любом случае не останется на улице...
На вечере в честь 75-летия Мэри священник всеми силами избегает общения с Мэгги, теперь уже 17-летней девушкой. Он говорит ей, что отныне окружающие не будут рассматривать их отношения как невинные. В ту же ночь Мэри Карсон умирает, а Ральф узнаёт о новом завещании. Он понимает план Мэри и сразу же относит завещание её адвокату, тот пытается убедить священника разорвать документ, но Де Брикассар отказывается. После похорон он встречается с Мэгги, она просит его не уезжать, а Ральф говорит, что «почти возненавидел» её вчера, потому что она выросла и стала той, которой он «никогда не сможет обладать». В ответ девушка целует его, но Ральф все-таки уезжает в Сидней, чтобы начать своё продвижение в церковной иерархии, и советует ей найти себе более подходящего мужчину.
На семью Клири обрушиваются несчастья: сначала становится известно, что в одном из боксерских боёв Фрэнк убил человека, за что получил огромный тюремный срок (30 лет), потом Пэдди во время перегонки овец погибает на пожаре, вызванном ударом молнии, а когда его тело находит Стю, то его убивает дикий кабан. Ральф возвращается в Дрохеду, не подозревая, что Пэдди и Стю погибли; при посадке самолёта сам он получает незначительные травмы. Мэгги лечит его раны. Фиа признается Ральфу, что только после смерти Пэдди поняла, что любила его по-настоящему, ей совестно, что при жизни не подарила ему столько любви, сколько он заслуживал. Мэгги объясняется с Ральфом, священник вновь отвергает её и после похорон уезжает из Дрохеды.
Три года спустя на ферме появляется новый работник, Люк О’Нил, который начинает ухаживать за Мэгги. Хотя его мотивы корыстны, а не романтичны, девушка выходит за него замуж: как из-за слабого внешнего сходства с Ральфом, так и потому, что не хочет иметь ничего общего с церковью, ведь Люк не католик. Это её месть священнику. Но вскоре Мэгги осознаёт свою ошибку. Люк оказался скрягой, женщин он рассматривал лишь как объекты сексуального удовлетворения, предпочитая компанию мужчин. После короткого медового месяца он устраивает Мэгги горничной в дом супругов Мюллеров, а сам уезжает, чтобы присоединиться к группе странствующих рубщиков тростника в Северном Квинсленде. Перед отъездом Люк присваивает все сбережения Мэгги, а её жалованье требует выплачивать непосредственно ему, уверяя, что что копит деньги на покупку собственной фермы. Однако в дальнейшем становится одержимым соревновательным трудом в рубке тростника и не хочет отказываться от такой работы. Надеясь утихомирить амбициозность Люка и успокоить его, Мэгги беременеет (хотя О’Нил всеми способами пытался этого избежать). У них рождается дочь Джастина, но Люк не проявляет к ней отцовских чувств.
Ральф навещает Мэгги во время её трудных родов, чтобы попрощаться перед отъездом в Рим, однако видит, как она несчастна, и жалеет ее. Джастина оказывается очень капризным ребёнком, и Мюллеры отправляют Мэгги отдохнуть на изолированный от цивилизации остров. Де Брикассар возвращается в Австралию, узнаёт от семьи Мюллер, где находится Мэгги, и едет к ней на несколько дней. На острове влюблённые дают полную свободу своим чувствам, и Ральф понимает, что его страсть к Мэгги делает его обычным мужчиной. Он продолжает свою карьеру, а Мэгги, которая ждет ребенка от Ральфа, решает расстаться с Люком. Чтобы её беременность не вызывала вопросов, она намеренно спит с ним в последний раз, а затем бросает его и уезжает в Дрохеду, высказав всё, что о нём думает..
Мэгги рожает сына и называет его Дэном. Фиа, которая пережила ту же ситуацию, что и её дочь, с самого начала замечает сходство внука с Ральфом, и это наконец-то сближает их. Впервые мать откровенна с дочерью. Она вспоминает свою страсть к женатому политику, человеку, который, как и отец де Брикассар, был одержим амбициями, от которых не отказался ради Фиа и её ребёнка. Как и Мэгги, Фиа решила украсть частицу любимого мужчины, родив от него ребенка. А Фиа осознала, что её страсть к отцу Фрэнка на дала ей понять, каким подарком судьбы был Пэдди, и предупреждает Мэгги, что и та может совершить такую же ошибку.
Джастина вырастает независимой и остроумной девушкой, которая безумно любит своего младшего брата Дэна, но между ней и Мэгги сохраняется вечная отчужденность. Ни один из выживших братьев Мэгги так и не женился, поэтому Дрохеда стала местом для пожилых людей.
Ральф приезжает в Дрохеду после долгого отсутствия и встречает Дэна. Хотя он чувствует к нему странное влечение, он не узнаёт в нем сына. Фрэнк возвращается из тюрьмы при помощи де Брикассара. Дэн хочет стать священником, чего так боялась Мэгги, и Фиа говорит ей: «Пришло время вернуть то, что ты украла у Бога». Джастина решает стать актрисой и уезжает в Англию, чтобы начать там карьеру. Ральф, теперь уже кардинал, становится наставником Дэна, всё ещё не понимая, что это его сын; Дэн тоже не подозревает об этом. Забота Ральфа и внешнее сходство провоцируют слухи о том, что они дядя и племянник, что оба даже не пытаются опровергнуть.
Джастина продолжает поддерживать близкие отношения с Дэном, хотя иногда он шокирован её сексуальными приключениями и довольно свободным образом жизни. Девушка знакомится с Лионом Хартгеймом (в оригинале - Райан "Рейн"), немецким политиком и хорошим другом как Ральфа, так и Дэна, который влюбляется в неё  Их дружба становится самой важной частью её жизни. Но тут семью Клири настигает очередная трагедия: Дэн, став священником, отправляется на отдых в Грецию, где тонет, спасая двух девушек. В Греции идут гражданские волнения,и Ральф, несмотря на мольбы приехавшей в Ватикан Мэгги, отвечает ей, что доставить в Австралию тело Дэна невозможно. Тогда Мэгги признается, что Дэн был сыном Ральфа, и тот совершает невозможное, чтобы тело Дэна перевезли в Дрохеду. После похорон Мэгги и Ральф в последний раз объясняются, он признает, что не уверен, стоила ли его вера и жажда церковной карьеры такой цены — любви, которую он принёс в жертву. Через несколько часов после похорон Дэна Ральф де Брикассар умирает в Дрохеде.
Джастина тяжело переживает гибель Дэна, коря себя за то, что если бы она поехала с ним, то ничего бы не случилось. Она, тем не менее, мирится с матерью. Женщина обрывает все связи с женихом Лионом Хартгеймом и ведёт монотонное депрессивное существование, пока тот сам не приезжает в Дрохеду, где просит у Мэгги руки ее дочери, единственной внучки Пэдди и Фионы Клири. Она признаёт, что действительно любит Лиона, и они женятся.

## Миф о терновнике
Название книги косвенно ссылается на мифическую «колючую птицу», которая ищет терновые деревья со дня, когда вылупляется из яйца. А когда находит идеальный шип, пронзает себя и, умирая, поет самую прекрасную песнь из всех, когда-либо слышанных.
Вплоть до появления книги так и не было найдено никаких подлинных источников этого мифа, хотя с тех пор он был описан в различных ненаучных источниках как «старая кельтская легенда».

## Персонажи
- Мэгенн (Мэгги) Клири — центральный персонаж, единственная дочь среди большого круга сыновей. В романе она присутствует с раннего детства (4 года) до зрелого возраста (58 лет).
- Отец Ральф Рауль де Брикассар — настоящая любовь Мэгги, красивый ирландский католический священник.
- Падрик (Пэдди) Клири — отец Мэгги, простой трудящийся ирландец; погиб во время пожара в Дрохеде.
- Фиона (Фиа) Армстронг Клири — жена Пэдди и мать Мэгги, женщина аристократических кровей, которая глубоко несчастна, но умело скрывает это.
- Фрэнсис (Фрэнк) Армстронг Клири — старший брат Мэгги, внебрачный первый сын Фионы. Мэгги была его любимицей; отсидел 30 лет в тюрьме за убийство соперника на боксерском матче.
- Мэри Элизабет Клири Карсон — очень богатая старшая сестра Падрика; вдова, благодетельница отца Ральфа, владелица Дрохеды.
- Люк О’Нил — муж Мэгги в несчастном трехлетнем браке; отец Джастины.
- Дэн О’Нил — сын Мэгги и Ральфа, гордость и радость Мэгги, пошёл по стопам отца, став священником. Умер в возрасте двадцати шести лет от разрыва сердца, спасая тонущих купальщиц в Греции.
- Джастина О’Нил — дочь Мэгги и Люка, умная, независимая девушка. В конце концов, она является единственной оставшейся внучкой Пэдди Клири.
- Людвиг и Энн Мюллер — работодатели Мэгги во время её брака с Люком. Они становятся её друзьями на всю жизнь.
- Боб, Джек и Хьюги Клири — старшие братья Мэгги. Все они похожи на Пэдди и доживают свои дни в Дрохеде холостяками .
- Стюарт (Стю) Клири — брат Мэгги, спокойный, доброжелательный мальчик, который напоминает свою мать и находится ближе всего к Мэгги по возрасту. Получил прозвище «маленького святого». Погиб в Австралии, где его убил дикий кабан.
- Хэролд (Хэл) Клири — любимый младший брат Мэгги. Умер в четыре года от крупа.
- Джеймс (Джимс) и Патрик (Пэтси) Клири — мальчики-близнецы, самые младшие братья Мэгги. Участвовали во Второй мировой войне. Пэтси получил ранение, которое лишило его возможности иметь детей.
- Лион (Ливень) Мёрлинг Хартгейм[~ 1] — друг Ральфа. Немец. Член западногерманского парламента. В конце книги становится мужем Джастины.
- Архиепископ (впоследствии кардинал) Витторио ди Контини-Верчезе — наставник Ральфа, друг Лиона.

## Экранизация
В 1983 году по роману вышел одноимённый телесериал. Автор романа была в ужасе от телеверсии, назвав её «совершеннейшей блевотиной».